# Caenaugochlora chaetops
Caenaugochlora chaetops är en biart som först beskrevs av Joseph Vachal 1903.  Caenaugochlora chaetops ingår i släktet Caenaugochlora och familjen vägbin. Inga underarter finns listade.